# Роберт Керр
Роберт Керр (англ. Robert Kerr; 1755 — 11 жовтня 1813) — шотландський науковий письменник і перекладач. Точне місце і дата народження невідомі, вважається, що народився в Роксбургширі. Постійне місце проживання його батьків було в Единбурзі. Був сином ювеліра Джеймса Керра.

## Становлення
Роберт Керр закінчив вищу школу й університет в Единбурзі, оволодівши професією хірурга. Мав нещастя бути кульгавим на одну ногу. Його першою літературною спробою був переклад праці Лавуазьє «Елементи хімії», яку було опубліковано в 1789 році. У тому ж таки році він видав працю Бертолле «Essay on the New Method of Bleaching by means of Muriatic Acid and Oxygen». Схвалення, з яким ці дві роботи вийшли, спонукало його до перекладу Лінеївської «Zoological System»; дві частини вийшли у 1792 році, але не мали такий успіх, щоб спокусити його взятися за інші частини. Зазнавши невдачі з сухою класифікацією шведського філософа, він почав переклад популярнішу роботу Буфона «Про яйцекладних чотириногих і змій», перший том якої з'явився в 1793 році, а четвертий і останній в 1800 році. Виконання цих перекладів отримав високе схвалення в оглядах того часу, зробив пана Кера шанованим і відомим в літературному світі.

## Історія з фабрикою та повернення на літературну ниву
У рік 1794, пан Кер почав випробовувати свою удачу, придбавши й ставши керівником паперової фабрики в Ейтоні, округ Бервікшир, область Шотландські кордони. Суд, який тривав кілька років довів спекуляції з боку пана Кера у цій сфері його діяльності, що суттєво знизило його заслуги і його позиції перед спільнотою. Ці обставини, проте, відновили його старання в літературі, після того, як вони були давно перервані. 1809 року він опублікував «General View of the Agriculture of Berwickshire», і в 1811 році «Memoirs of Mr William Smellie», та «History of Scotland during the reign of Robert Bruce». «Спогади містера Вільяма Смеллі» хоча і є диспропорційними серед інших праць, проте містять багато цінних літературних анекдотів. Останньою роботою пана Кера був переклад Кюв'є «Essay on the Theory of the Earth», який був опублікований в 1815 (після його смерті). Помер він 11 жовтня 1813 року, коли йому було близько п'ятдесяти восьми років. У нього був один син, капітан військово-морського флоту, і дві дочки, обидві були одружені.

## Описані види

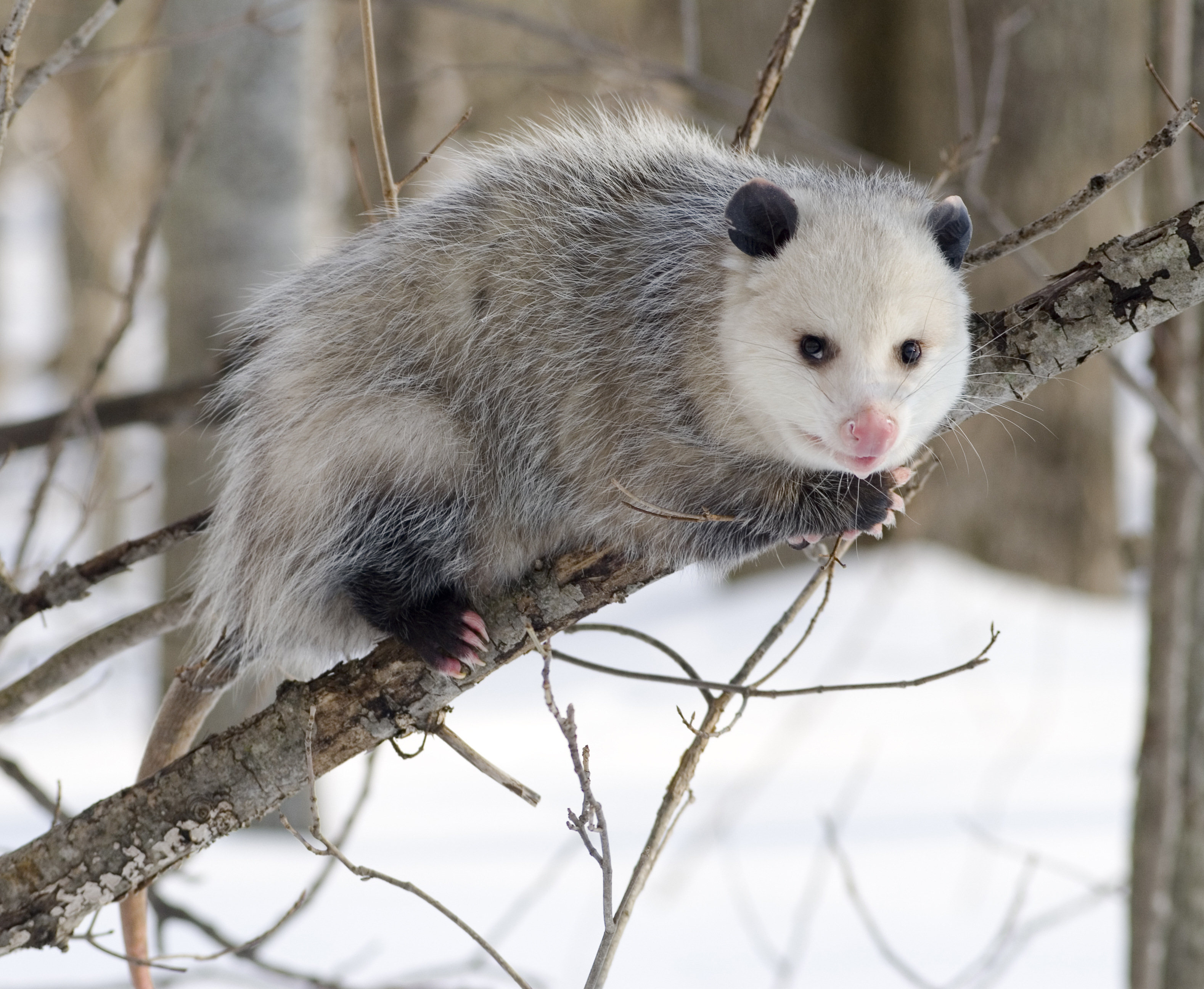
Опосум віргінський
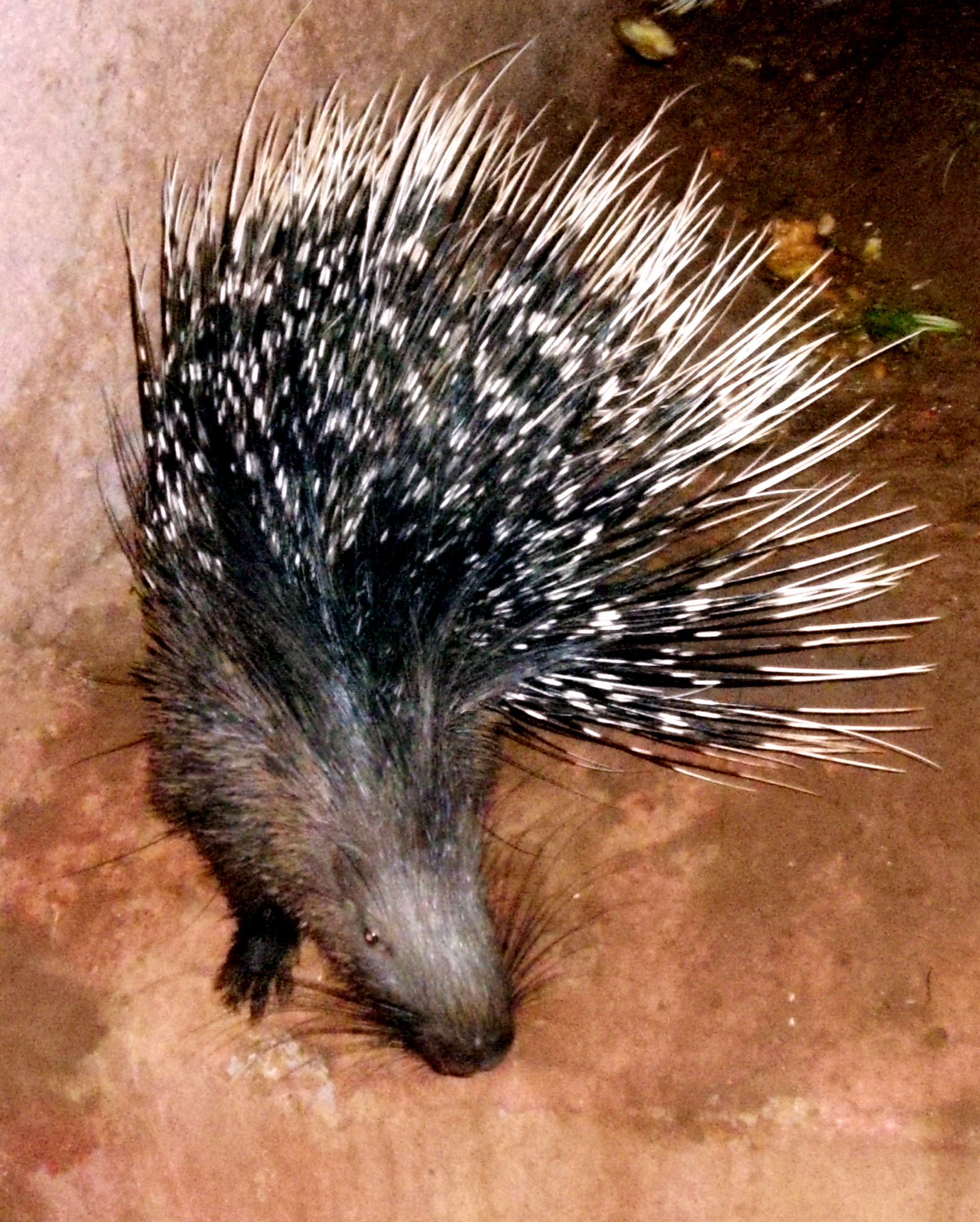
Hystrix indica
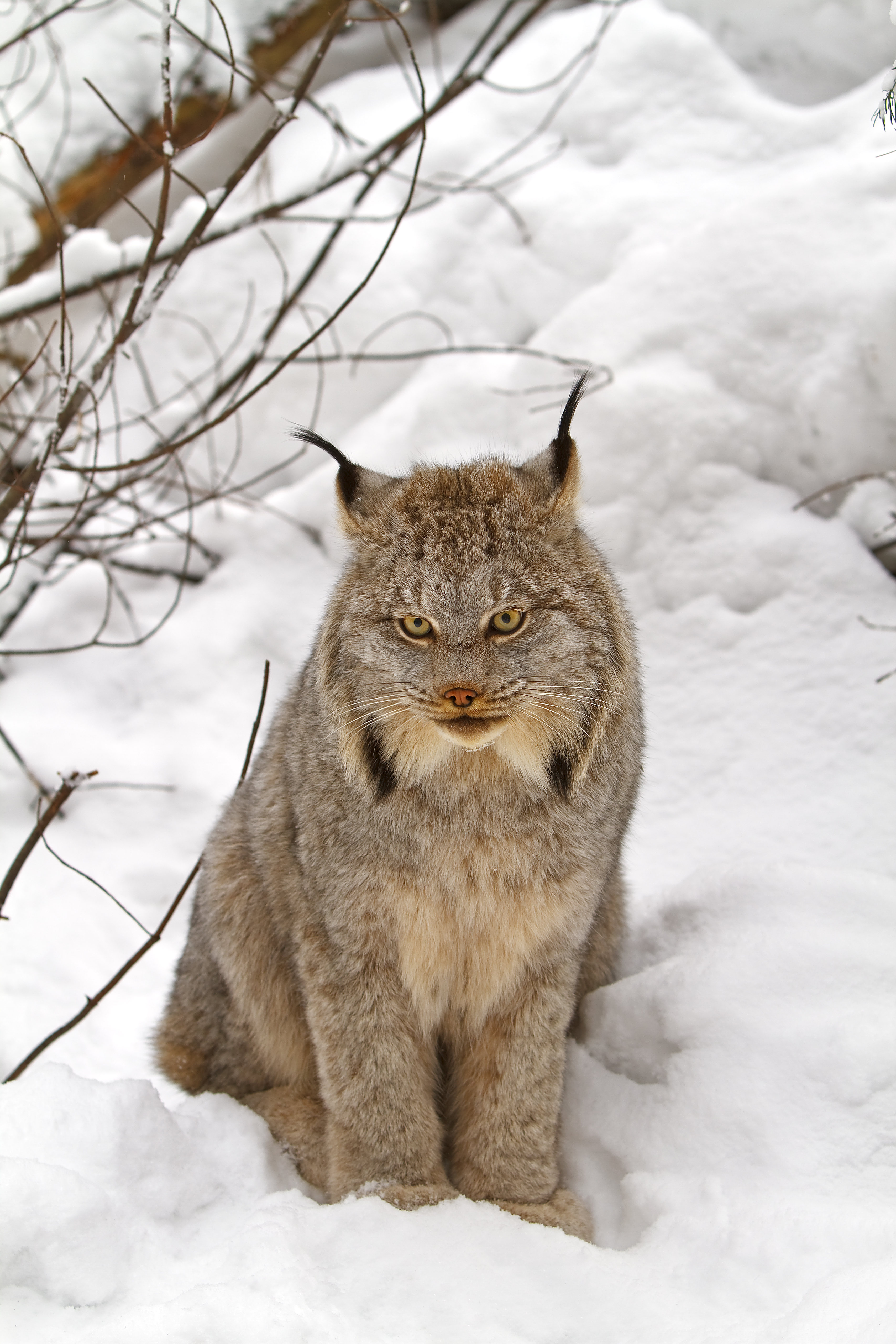
Рись канадська
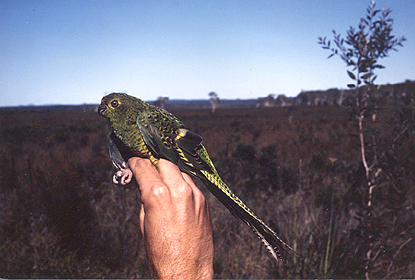
Pezoporus wallicus
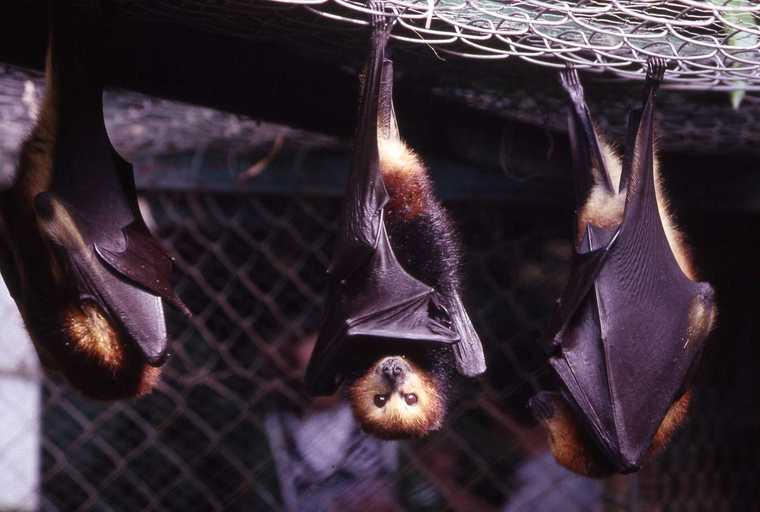
Pteropus niger
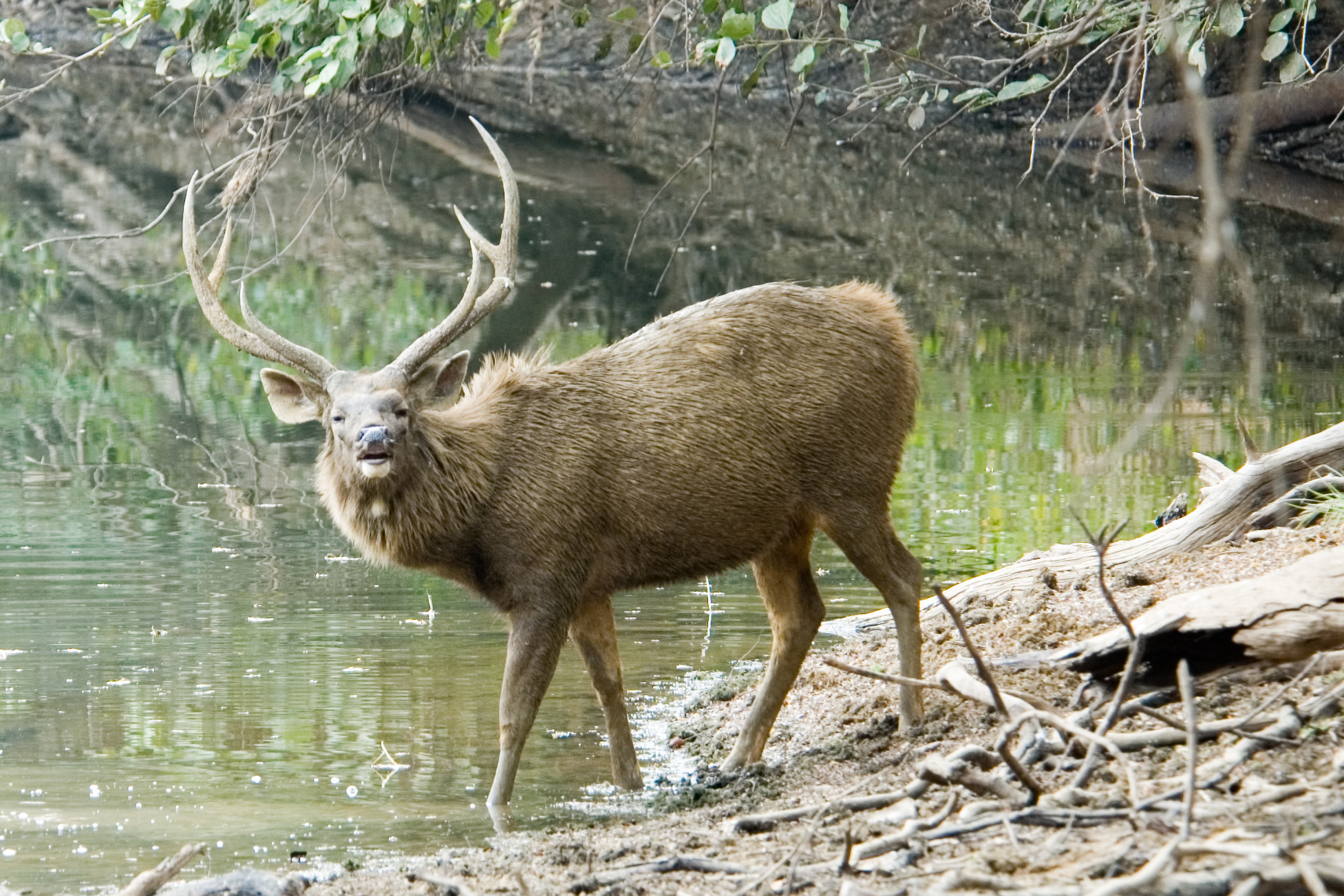
Індійський замбар
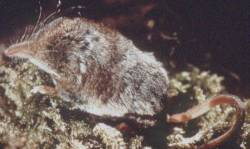
Sorex cinereus